# Henrik Florinus
Henrik Florinus, född cirka 1633 i Pemar, död där 12 april 1705, var en finländsk präst och författare.
Han var rektor vid Tavastehus skola från 1664 och därefter kyrkoherde i Pemar från 1671–1686 och 1699–1705 och Kimito 1686–1699. 1680 var han riksdagsledamot för prästeståndet. Han publicerade en latin-svensk-finsk ordbok 1678 och den första finska ordstävsboken Wanhain Suomalaisten Tawalliset ja Suloiset Sananlascut (1702) och språkgranskade 1685 års upplaga av Bibeln och genomförde 1686 års kyrkolags översättning till finska.